# Campeonato Asiático de Atletismo de 2017 - 10000 m feminino

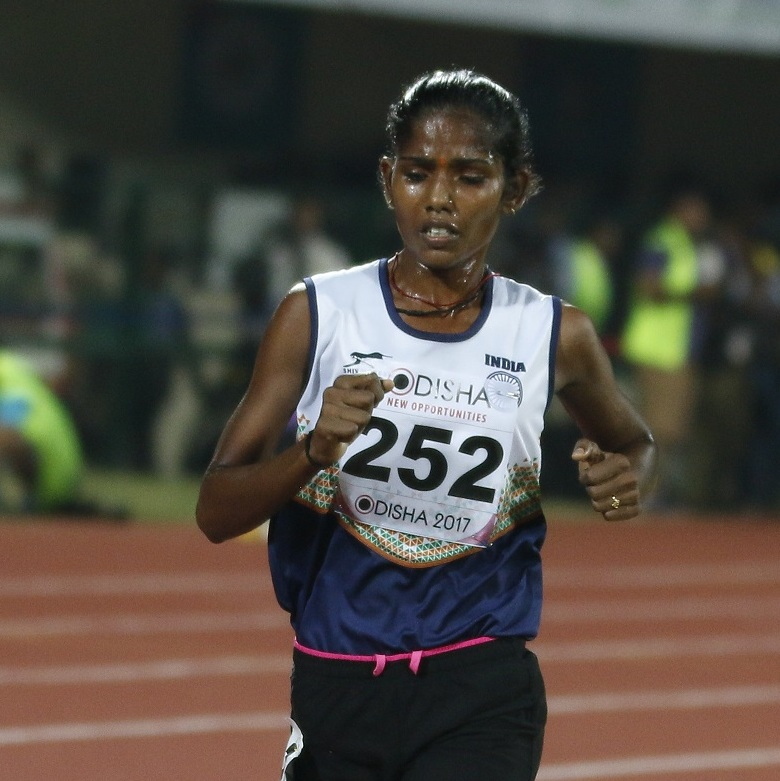
Atleta no Campeonato Asiático de Atletismo em 2017 no Kalinga Stadium em Bhubaneswar na Índia

A prova dos 10000 metros feminino do Campeonato Asiático de Atletismo de 2017 foi disputada no dia 9 de julho de 2017 no Kalinga Stadium em Bhubaneswar, na Índia. 

## Recordes
Antes desta competição, os recordes mundiais e do campeonato nesta prova eram os seguintes:
|                       | Nome                | Nacionalidade          | Tempo      | Local          | Data                  |
| --------------------- | ------------------- | ---------------------- | ---------- | -------------- | --------------------- |
| Recorde mundial       | Almaz Ayana         | Etiópia                | 29m 17s 45 | Rio de Janeiro | 12 de agosto de 2016  |
| Recorde do campeonato | Alia Saeed Mohammed | Emirados Árabes Unidos | 31m 52s 29 | Wuhan          | 7 de junho de 2015    |
| Recorde asiático      | Wang Junxia         | China                  | 29m 31s 78 | Pequim         | 8 de setembro de 1993 |

## Medalhistas
| Ouro                | Prata           | Bronze               |
| Darya Maslova (KGZ) | Yuka Hori (JPN) | Mizuki Matsuda (JPN) |

## Resultado final
| Posição           | Atleta              | Nacionalidade          | Tempo    | Notas |
| ----------------- | ------------------- | ---------------------- | -------- | ----- |
| Medalha de ouro   | Darya Maslova       | Quirguistão            | 32:21.21 |       |
| Medalha de prata  | Yuka Hori           | Japão                  | 32:23.26 |       |
| Medalha de bronze | Mizuki Matsuda      | Japão                  | 32:46.61 |       |
| 4                 | Loganathan Suriya   | Índia                  | 33:04.10 |       |
| 5                 | Sanjivani Jadhav    | Índia                  | 33:28.35 |       |
| 6                 | He Yinli            | China                  | 34:27.14 |       |
| 6                 | Meenu               | Índia                  | 35:25.73 |       |
| 7                 | Alia Mohammed Saeed | Emirados Árabes Unidos | DNF      |       |

Legenda
| Recorde mundial       | Recorde mundial (World record)               |                       | Recorde africano                      | Recorde africano (African) |                                           | Q | Classificado por posição (Qualified) |
| Recorde do campeonato | Recorde do campeonato (Championship record)  | Recorde da América    | Recorde da América (Americas)         | q                          | Classificado por melhor tempo (Qualified) |   |                                      |
| Melhor marca do ano   | Melhor marca do ano (World leading)          | Recorde asiático      | Recorde asiático (Asian)              | DNS                        | Não largou (Did not start)                |   |                                      |
| Recorde nacional      | Recorde nacional (National record)           | Recorde europeu       | Recorde europeu (European)            | DNF                        | Não terminou (Did not finish)             |   |                                      |
| Recorde pessoal       | Recorde pessoal do atleta (Personal best)    | Recorde da Oceania    | Recorde da Oceania (Oceania)          | DSQ / DQ                   | Desclassificado (Disqualified)            |   |                                      |
| Recorde da temporada  | Recorde da temporada do atleta (Season best) | Recorde sul-americano | Recorde sul-americano (South America) | NM                         | Sem marca (No mark)                       |   |                                      |